# K. Eendracht Aalst Lede
K. Eendracht Aalst is een Belgische voetbalclub uit Aalst. De club is aangesloten bij de KBVB met stamnummer 3957 en heeft zwart en wit met groen als accent als kleuren.

## Geschiedenis
De club sloot zich tijdens de Tweede Wereldoorlog aan bij de Belgische Voetbalbond en ging van start in de lagere reeksen. In 1972 bereikte Jong Lede voor het eerst in zijn geschiedenis de nationale reeksen. De club kon zich daar handhaven in Vierde Klasse. In 1975 eindigde Jong Lede als derde in zijn reeks, het jaar nadien won Lede zijn reeks. In 1976 promoveerde Lede zo voor het eerst naar Derde Klasse.
Tot begin jaren 80 kon Jong Lede zich vlot handhaven bij de beteren in zijn reeks in Derde Klasse. In 1981 eindigde de ploeg zelfs op een derde plaats in de eindstand. De volgende jaren kreeg de club het echter moeilijker, tot men in 1989 afgetekend op een allerlaatste plaats strandde. Na 13 jaar in Derde Klasse zakte Lede terug naar Vierde. Ook daar kon Lede zich niet handhaven; de ploeg eindigde er het jaar nadien immers als voorlaatste, en degradeerde meteen weer verder. Na 18 jaar nationaal voetbal zakte Jong Lede zo terug naar de provinciale reeksen.
In 2011 haalde Jong Lede een plaats in de provinciale eindronde. De ploeg sloot die succesvol af en promoveerde zo nog eens naar de nationale reeksen. In 2013 zakte men weer naar Eerste Provinciale, maar in het volgend seizoen eindigde men daar meteen als tweede en kon men naar de eindronde. Jong Lede wist de provinciale eindronde te winnen en keerde zo in 2014 na een seizoen al terug in Vierde Klasse, maar in 2015 volgde alweer de degradatie. In 2016 promoveerde Lede opnieuw via de eindronde, naar de Derde klasse amateurs.

## Eendracht Aalst Lede
Op de gemeenteraad van 25 juni 2024 in Aalst werd de beheersovereenkomst tussen de stad Aalst en vzw Sportclub Eendracht Aalst over het Pierre Cornelisstadion verbroken. Eveneens werd de beheersovereenkomst tussen de stad Aalst en vzw SC Eendracht Aalst Jeugd over het Oefencomplex Zandberg beëindigd. Dit gebeurde na wanbeleid door het nieuw bestuur van Eendracht Aalst. Hierdoor degradeerde de voetbalclub naar de provinciale reeksen, en werd het iets later zelfs door Voetbal Vlaanderen werd geschrapt uit de competitie. Dit alles had als gevolg dat enerzijds voor het eerst in 105 jaar geen voetbalploeg meer actief zou zijn in het Pierre Cornelisstadion, anderzijds dat de jeugdwerking verloren dreigde te gaan. Om het jeugdvoetbal te redden en blijvend voetbal te kunnen verzekeren in het Pierre Cornelisstadion, werkten het Aalsters stadsbestuur, KVC Jong Lede en diverse lokale ondernemers een oplossing uit. Deze samenwerking biedt eveneens voor Jong Lede groeimogelijkheden aan. Vanaf het seizoen 2024-2025 speelt de eerste ploeg van Jong Lede in het Pierre Cornelisstadion. De jeugdwerking zelf vindt plaats onder stamnummer 3957 op zowel de site Ommeganglaan te Lede als de site Zandberg te Aalst.
De naam van dit project draagt 'Eendracht Aalst Lede'. In het seizoen 2024-2025 werd nog onder de naam KVC Jong Lede gevoetbald worden, aangezien de deadline voor een naamsverandering (1 juni 2024) was verstreken. Dit seizoen werd dan ook beschouwd als overgangsseizoen. De hoofdkleuren zijn zwart-wit met groen als accentkleur. Thuis wordt gespeeld in zwart-wit (de kleuren van SC Eendracht Aalst), uit in wit-groen (de kleuren van KVC Jong Lede). Dit is voor de eerste ploeg reeds vanaf het seizoen 2024-2025, de jeugd volgt later. De bedoeling is om ook een nieuwe dameswerking op te starten, aangezien ook Eendracht Aalst Ladies, een van de oudste en meest succesvolle vrouwelijke voetbalploegen in België, werd opgedoekt.

## Resultaten
| Seizoen                  | Klasse | Klasse | Klasse | Klasse | Klasse | Klasse | Klasse | Reeks                                                    | Punten                                                   | Opmerkingen                                              |
|                          | I      | I      | II     | III    | IV     | P.I    | P.II   |                                                          |                                                          |                                                          |
| ------------------------ | ------ | ------ | ------ | ------ | ------ | ------ | ------ | -------------------------------------------------------- | -------------------------------------------------------- | -------------------------------------------------------- |
| 2005/06                  |        |        |        |        |        |        | 2      | Tweede prov. O-Vl.                                       | 54                                                       |                                                          |
| 2006/07                  |        |        |        |        |        |        | 1      | Tweede prov. O-Vl.                                       | 74                                                       |                                                          |
| 2007/08                  |        |        |        |        |        | 7      |        | Eerste prov. O-Vl.                                       | 45                                                       |                                                          |
| 2008/09                  |        |        |        |        |        | 4      |        | Eerste prov. O-Vl.                                       | 46                                                       |                                                          |
| 2009/10                  |        |        |        |        |        | 9      |        | Eerste prov. O-Vl.                                       | 43                                                       |                                                          |
| 2010/11                  |        |        |        |        |        | 6      |        | Eerste prov. O-Vl.                                       | 48                                                       | Promotie na winst in eindronde                           |
| 2011/12                  |        |        |        |        | 13     |        |        | Vierde klasse A                                          | 34                                                       | Redding via eindronde                                    |
| 2012/13                  |        |        |        |        | 14     |        |        | Vierde klasse A                                          | 29                                                       |                                                          |
| 2013/14                  |        |        |        |        |        | 2      |        | Eerste prov. O-Vl.                                       | 59                                                       | Promotie na winst in eindronde                           |
| 2014/15                  |        |        |        |        | 14     |        |        | Vierde klasse A                                          | 31                                                       |                                                          |
| 2015/16                  |        |        |        |        |        | 3      |        | Eerste prov. O-Vl.                                       | 50                                                       | Promotie na winst in eindronde                           |
|                          | 1A     | 1B     | 1Am    | 2Am    | 3Am    | P.I    | P.II   | Vanaf 2016-17 zijn er 3 nationale en 2 regionale niveaus | Vanaf 2016-17 zijn er 3 nationale en 2 regionale niveaus | Vanaf 2016-17 zijn er 3 nationale en 2 regionale niveaus |
| 2016/17                  |        |        |        |        | 10     |        |        | Derde klasse Am.                                         | 37                                                       |                                                          |
| 2017/18                  |        |        |        |        | 11     |        |        | Derde klasse Am.                                         | 36                                                       |                                                          |
| 2018/19                  |        |        |        |        | 10     |        |        | Derde klasse Am.                                         | 38                                                       |                                                          |
| 2019/20                  |        |        |        |        | 8      |        |        | Derde klasse Am.                                         | 35                                                       | Vroegtijdig stopgezet wegens de Coronacrisis             |
| 2020/21                  |        |        |        |        |        |        |        | Derde klasse Am.                                         |                                                          | competitie geanuleerd wegens de Coronacrisis             |
| 2021/22                  |        |        |        |        | 12     |        |        | Derde Afdeling VV A                                      | 34                                                       |                                                          |
| 2022/23                  |        |        |        |        | 5      |        |        | Derde Afdeling VV A                                      | 42                                                       |                                                          |
| 2023/24                  |        |        |        |        | 10     |        |        | Derde Afdeling VV A                                      | 37                                                       |                                                          |
| 2024/25                  |        |        |        |        | 8      |        |        | Derde afdeling VV A                                      | 41                                                       |                                                          |
| als Eendracht Aalst Lede |        |        |        |        |        |        |        |                                                          |                                                          |                                                          |
| 2025/26                  |        |        |        |        |        |        |        | Derde afdeling VV A                                      |                                                          |                                                          |